# Skrzypionka zbożowa
Skrzypionka zbożowa (Oulema melanopus) – gatunek niewielkiego chrząszcza z rodziny stonkowatych. 
Szkodnik roślin zbożowych. Ma silne powinowactwo do owsa, jęczmienia i żyta, a jego ulubionym gospodarzem jest pszenica.